# Международная ассоциация барменов
Междунаро́дная ассоциа́ция барме́нов (англ. International Bartenders Association) — международная организация, созданная для представления общественности лучших барменов мира и популяризации барной культуры.

## История
Ассоциация была образована представителями семи европейских стран, собравшимися в Великобритании 24 февраля 1951 года. В настоящее время в Ассоциацию входят национальные организации 55 стран. Штаб-квартира Ассоциации зарегистрирована в Сингапуре.

## Цели и задачи
Ассоциация ставит своей целью способствовать установлению контактов между национальными организациями; повышать престиж работы бармена; улучшать взаимосвязь между производителями и поставщиками профессиональной продукции для баров с одной стороны и владельцами баров с другой для повышения качества поставляемой продукции; повышать уровень барной культуры; приведение рецептур коктейлей к единым стандартам, для чего Ассоциация создала и поддерживает официальный список коктейлей Ассоциации; проводить международные конкурсы барменского искусства для поднятия стандартов качества работы барменов; создание и проведение профессиональных обучающих программ и тренингов.

## Членство
В соответствии с уставом Международной ассоциации барменов каждая страна может иметь в ней только одного представителя. Действительным членом ассоциации от России является Барменская Ассоциация России.

### Россия
Основанная в 1992 году, Барменская ассоциация России с 1997 года является действительным членом IBA (англ. International Bartenders Association) — Международной ассоциации барменов.

### Украина
Основанная в 2001 году, Всеукраинская ассоциация барменов (англ. AUBA) в 2003 году официально заявила о своём желании принять участие в Международной Ассоциации Барменов (англ. IBA). В 2006 году в Греции на закрытом собрании президентов IBA, по окончании трёхлетнего испытательного срока, Украина стала полноправным членом Ассоциации и отныне принимает участие в Международном конкурсе коктейля (англ. World Cocktail Competition, WCC/WFC IBA).

## Мероприятия
Ассоциация проводит ежегодные международные конкурсы коктейлей (World Cocktail Competition (WCC)) и конкурсы по флейрингу (World Flairtending Competition (WFC)).